# Werner Thies
Werner Thies (* 16. August 1933 in Frankfurt (Oder); † 25. Januar 2008 in Göttingen) war ein deutscher Biochemiker, Professor für Phytochemie und Pflanzenzüchtung sowie Waldbesitzer.

## Leben

### Jugend und Studien
Werner Thies wurde als Sohn eines Oberstabsintendanten geboren. Er besuchte zunächst die Grund- und Oberschule in seiner Vaterstadt, nach Kriegsende Schulen in Halle (Saale) und Hildesheim. 1952 erlangte er die Mittlere Reife. Danach erfolgte eine Ausbildung zum Industriekaufmann; gleichzeitig besuchte er das Abendgymnasium in Hildesheim und bestand dort 1955 die Reifeprüfung. Anschließend studierte er an der Universität Göttingen von 1955 bis 1961 Biologie, Chemie und Physik. Er schloss sich der Burschenschaft Hannovera Göttingen an.

### Wissenschaftliche Ausbildung
Das Wintersemester 1957/58 verbrachte er in München. Dort bewarb er sich – noch als Student – gemeinsam mit seinem Bundesbruder Peter Böger erfolgreich bei Nobelpreisträger Adolf Butenandt um einen einjährigen Aufenthalt als Stipendiat der Deutschen Forschungsgemeinschaft am National Research Centre in Kairo im Rahmen des Forschungsvorhabens zur Bekämpfung eines Baumwollschädlings. 1961 bestand er das Staatsexamen für das Lehramt an Höheren Schulen. Danach arbeitete er an seiner Dissertation, um 1964 mit der Arbeit „Untersuchungen über den Phenylpropanstoffwechsel in Gewebekulturen von Nicotiana tabacum var. Samsum“ zum Dr. rer. nat. promoviert zu werden.

### Hochschule und Forschung
Ein halbes Jahr betätigte er sich als Lehrer für naturwissenschaftliche Fächer am Max-Planck-Gymnasium Göttingen, ehe er Wissenschaftlicher Assistent am Institut für Pflanzenbau und Pflanzenzüchtung der Universität Göttingen wurde. 1974 erfolgte die Ernennung zum Oberassistenten. 1977 habilitierte er sich (Habilitationsschrift: Fragen der Qualitätsanalyse in der Ölpflanzenzüchtung). 1983 wurde er zum apl. Professor ernannt.
Bei dem von Erfolg gekrönten Vorhaben des Instituts für Pflanzenbau und Pflanzenzüchtung unter Leitung von Professor Gerhard Röbbelen, Saatgut für eine Winterrapssorte zu züchten, deren Früchte weitgehend frei von Erucasäure und Glucobrassicin sind und daher für die Speiseölgewinnung in Betracht kommen, übernahm Werner Thies die Führung. Er entwickelte ständig verfeinerte Methoden zur schnelleren und genaueren Messung größerer Mengen zwischenzeitlich gewonnener Samenproben, ohne die das Projekt jedenfalls nicht so schnell zum Abschluss gebracht worden wäre.

### Wirtschaftliche Bedeutung
Von der früher enthaltenen, ernährungsphysiologisch bedenklichen, Erucasäure finden sich nur noch geringe Spuren.
Gleichzeitig wird, da der nach der Ölgewinnung verbleibende Presskuchen wenig Bitterstoffe enthält, der als Beimischung zu sehr hochwertigem Tierfutter verarbeitet und genutzt. Es verbleiben bei der Rapsverarbeitung heute keine nicht nutzbaren Rückstände.